# Broforce
Broforce é um jogo eletrônico shoot 'em up independente desenvolvido pela Free Lives Games em 2013, ficando em Acesso Antecipado até 15 de Outubro de 2015, na Steam, e chegando no dia 1 de Março de 2016 para o PlayStation 4.